# Pragmatika
Pragmatika nebo také pragmatická lingvistika (z řeckého pragma, skutek) je moderní vědecká disciplína na pomezí lingvistiky a filosofie, která se zabývá řečovými akty (promluvami, výpověďmi) jako účelnou praxí řeči: člověk, který mluví, nejen něco říká, ale obvykle tím sleduje i nějaký záměr. Na rozdíl od sémantiky se pragmatika nespokojuje s ideálním (slovníkovým) významem slov, nýbrž všímá si záměru i strategie mluvčího, situace a kontextu výpovědí. Vedle významu výpovědi se zajímá i o její – často mimo-řečové – účinky a důsledky.
Pragmatika je také název subdisciplíny sémiologie zabývající se pouze vztahem jazykových znaků (slov) k uživateli jazyka, ale už ne např. popisem užití pragmaticky aktivních prostředků.
| „          | Když diplomat řekne ano, myslí tím „možná“; když řekne možná, myslí „ne“; když řekne ne, není to diplomat. Když dáma řekne ne, myslí tím „možná“; když řekne možná, myslí „ano“; když řekne ano, není to dáma. | “ |
| — Voltaire | |   |

## Předchůdci
Starší lingvistika se zabývala především jazykem (anebo různými jazyky) jako systémem a jeho pravidly. Pokud si všímala vět a výpovědí, byla to obvykle tvrzení, u nichž se ptáme, zda jsou pravdivá nebo nepravdivá. Od prvních indických jazykovědců a od Aristotela měla tak velmi blízko k logice. Jazykové praxe a jiných typů výpovědí si všiml jako jeden z prvních Augustinus ve spise „O učiteli“, kde rozebírá situaci a postup rozhovoru. Zakladatel moderní lingvistiky, Ferdinand de Saussure (1857-1913) zavedl důležité rozlišení mezi jazykem a řečí:
- Jazyk (francouzsky langue) je vícevrstevný systém fonetiky, lexika a gramatiky, který představuje souhrn možností, jež má mluvčí k dispozici. Americký lingvista Noam Chomsky mluví o jazykové kompetenci.
- Řeč (francouzsky parole) je souhrn aktuálních promluv čili praktických použití tohoto systému, v novější terminologii řečových aktů.

Obě stránky přitom spolu těsně souvisejí: kdo mluví, musí ovládat jazyk, ale naučil se jej tím, že se pokoušel mluvit. Proto se v běžné řeči obě slova často používají jako synonyma.

## Začátky pragmatiky
Různé významové situace a praktické souvislosti řeči studoval rakouský filosof Ludwig Wittgenstein (1889-1951), zejména ve svém pozdním díle „Filosofická zkoumání“, které je z velké části věnováno zkoumání „řečových her“ (Sprachspiele). Rozhovor není jen výměnou informací, protože účastníci v něm často sledují cíle, někdy i dosti vzdálené přímému obsahu řeči. „Filosofická zkoumání“ lze tedy pokládat za zakladatelské dílo pragmatiky, na něž navázali zejména anglicky mluvící badatelé.

## Austin a Grice
Britský filosof John Langshaw Austin (1911-1960) si všiml, že vyslovení určitých vět může přímo způsobit nějakou společenskou skutečnost. Člověk, který řekne „Přijdu zítra“ si tím vytváří závazek, který předtím neměl; když dva lidé v určité situaci řeknou „Ano“, jsou z nich manželé. Na jeho posmrtně vydané dílo „Jak udělat něco slovy“ (1962) navázal jeho žák John Searle (* 1932) a rozlišil pět typů ilokučních („oslovovacích“) aktů:
- Reprezentativní čili asertivní (ujišťující), kde mluvčí něco tvrdí, například „Prší“.
- Direktivní, jimiž chce mluvčí osloveného pohnout, aby něco udělal, například „Zavři dveře“.
- Zavazující čili komissivní, jimiž se mluvčí k něčemu zavazuje, například „Zítra to udělám.“
- Expresivní, jimiž mluvčí vyjadřuje své pocity, například „Jsem rád, že prší.“
- Deklarativní, jimiž mluvčí způsobí nějakou změnu, například „Odsuzuji vás na týden do vězení“.

Britsko-americký filosof Paul Grice (1913-1988) zdůraznil rozdíl mezi doslovným obsahem promluvy, tím, co mluvčí zamýšlí, a tím, co příjemci dává najevo. Pozvání na večeři může člověk odmítnout slovy „Už něco mám“, i když se v nich o večeři vůbec nezmíní. V rozhovoru hrají důležitou roli sdílené předpoklady a významy, Grice jim říká konverzační implikatury. A se ptá B, jak se má společný přítel C, který pracuje v bance. B odpovídá: „Dobře, ještě ho nezavřeli.“ Říká sice, že se má dobře, ale zároveň dává najevo, že C je člověk, který by se mohl zaplést do nějaké aféry. Rozhovor kromě toho předpokládá u všech účastníků jisté „kooperativní principy“, o nichž se sice nemluví, na něž se ale všichni spoléhají – například neříkat, o čem vím, že není pravda, mluvit jasně a stručně apod.